# Geranomyia sparsiguttata
Geranomyia sparsiguttata är en tvåvingeart som först beskrevs av Alexander 1937.  Geranomyia sparsiguttata ingår i släktet Geranomyia och familjen småharkrankar. Inga underarter finns listade i Catalogue of Life.